# Ryan Gosling
Ryan Thomas Gosling (født 12. november 1980) er en canadisk skuespiller og musiker. Hans karriere begyndte, da han som barn medvirkede i Disney Channels Mickey Mouse Club (1993–95) og efterfølgende medvirkede i familieunderholdningsprogrammer som Are You Afraid of the Dark? (1995), Goosebumps (1996), Breaker High (1997–98) og Young Hercules (1998–99). Hans første seriøse rolle var som hovedpersonen i The Believer (2001), hvorfra han gradvist fik opbygget sig et omdømme ved at spille mislykkede udskud i selvstændige film som Iskoldt mord (2002), The Slaughter Rule (2002), The United States of Leland (2003) og Stay (2005).
Gosling modtog yderligere opmærksomhed i 2004, da han spillede den mandlige hovedrolle i det romantiske drama The Notebook, for hvilken han vandt fire Teen Choice Awards og en MTV Movie Award. Hans optræden som en stofafhængig lærer i Half Nelson (2006) blev nomineret til en Oscar og hans optræden som en socialt uduelig ener i Lars and the Real Girl (2007) gav ham en Golden Globe-nominering. I 2007, medvirkede han i thrilleren Fracture.
Efter tre-et-halvt-års pause fra skuespillet, medvirkede Gosling i hele to film i 2010, Blue Valentine og All Good Things. Den sidstnævnte, hvor han spillede en småskør ægtemand, indbragte ham hans anden Golden Globe-nominering. 2011 viste sig at være skelsættende år for Gosling, da han medvirkede i tre konventionelle film – den romantiske komedie Crazy, Stupid, Love, thrilleren Drive og det politiske drama Kamæleonen – og modtog to Golden Globe-nomineringer. Han er også annonceret til at skulle medvirke i fem film de næste år: krimien Gangster Squad, generationsdramaet The Place Beyond the Pines, hævndramaet Only God Forgives, Terrence Malicks Lawless, og et remake af science-fictionfilmen Logan's Run.
Goslings band, Dead Man's Bones udgav deres debutalbum Dead Man's Bones og lavede turné i Nordamerika i 2009. Gosling er desuden medejer af Tagine, en marokkansk restaurant i Beverly Hills, Californien. Han støtter også både PETA og Enough Project og har rejst til Tchad, Uganda og det østlige Congo for at sætte fokus på konflikterne i regionen. Gosling har derudover dated Sandra Bullock og Rachel McAdams og er i øjeblikket i et forhold med Eva Mendes.

## Opvækst
Gosling blev født i London, Ontario, som søn af Thomas Gosling, en rejsende forretningsmand, og Donna, en skolelærer. Grundet sin fars arbejde "flyttede de meget rundt", hvilket betød, at Gosling har boet både i Cornwall, Ontario og Burlington, Ontario. Hans forældre var mormoner, og Gosling har udtalt, at deres religion påvirkede enhvert aspekt af familiens liv. Hans forældre blev skilt, da han var barn, og han og hans ældre søster, Mandi, boede sammen med deres mor, en oplevelse som gjorde at han blev i stand til at "tænke som en pige."
Gosling blev tidligt diagnosticeret med ADHD og blev af den grund hjemmeskolet i en periode. Han begyndte at optræde i en tidlig alder.
Gosling har optrådt fra en tidlig alder. Han og hans søster sang bl.a. sammen til bryllupper og de blev indmeldt i det lokale balletkompagni. At optræde gav ham den selvtillid, han tidligere havde manglet. Han tillagde sig på det tidspunkt en accent, der mindede om Marlon Brandos. Han droppede ud af high school som 17-årig for at fokusere på sin skuespillerkarriere.

## Karriere

### Barnestjerne (1993–1999)
I 1993, da Gosling var 12 år gammel, gik han til en åben audition i Montreal til en genopsætning af Disney Channels Mickey Mouse Club. Han blev her optaget og blev givet en to-årig-kontrakt som en såkaldt "mouseketeer", hvilket foranledigede, at han flyttede til Orlando, Florida. Han optrådte dog ikke specielt tit på skærmen, da der var andre børn, der var mere talentfulde. Trods dette faktum, har han udtalt at dette job var de bedste to år af hans liv. Nogle af hans medskuespillere var bl.a. Justin Timberlake, Britney Spears og Christina Aguilera, og Gosling har krediteret dem for at have medvirket til at give ham "koncentration og fokus." Han blev især tætte venner med Timberlake, og de boede også sammen i seks måneder under showets anden sæson. Timberlakes mor blev også Goslings værge, efter at Goslings mor rejste tilbage til Canada af arbejdsmæssige årsager.
Efter showet blev afsluttet i 1995, vendte Gosling tilbage til Canada og medvirkede her i forskellige tv-serier, Som 18-årig flyttede han til New Zealand for at filme Fox Kids-adventureserien Young Hercules, der kørte i perioden 1998-1999.

### Overgangen til film (2000–2003)
Som 19-årig besluttede Gosling sig for at fokusere på "seriøse film". han fik en birolle i football-dramaet Remember the Titans og derefter rollen som en ung jødisk nynazist i The Believer fra 2001. Grundet filmens kontroversielle indhold var den vanskelig at finansiere og opnåede ikke biografpremiere. Den blev i stedet vist på Showtime.
I Murder by Numbers, fra 2002 spillede Gosling og Michael Pitt et makkerpar, der troede, at de kunne begå det perfekte mord. Sandra Bullock spillede efterforskeren, der skulle undersøge sagen. Hans anden film i 2002 var The Slaughter Rule.

### The NotebookogHalf Nelson(2004–2009)
Gosling nåede det almene publikum i 2004 med det romantiske drama The Notebook., hvor han spillede overfor Rachel McAdams. Filmen indtjente omkring 650 mio. kr. Gosling vandt fire Teen Choice Awards og en MTV Movie Award. Entertainment Weekly har udtalt at filmen indeholder "All-Time Best Movie Kiss" mens Los Angeles Times har inkluderet en scene fra filmen på en liste over de 50 Klassiske Filmkys. The Notebook er desuden blevet nævnt på flere "Most Romantic Movies"-lister.
I 2005 optrådte Gosling som en forstyrret ung kunststuderende i Stay, en psykologisk thriller, hvor han spillede overfor Naomi Watts og Ewan McGregor. I en uflatterende anmeldelse af filmen, skrev Manohla Dargis fra The New York Times at Gosling "ligesom sin fans, fortjente bedre." Filmen indtjente 45 mio. kr. Gosling var dog uberørt af den negative anmeldelse: "Der kom en dreng op til mig på gaden, 10 år gammel, og han sagde 'Er du ham fra Stay? Hvad fanden handlede den film om?' Jeg synes, det var fedt. Jeg var bare stolt af at nogle sagde 'Hey, du gav mig kvalme i den film´, som om jeg havde fået dem til a græde."
Gosling medvirkede herefter i Half Nelson (2006) som en stofmisbruger, der er lærer i junior high school, som får et tæt forhold til en ung studerende. Rollen var oprindeligt tiltænkt én i midten af 30'erne, men efter at have kontaktet instruktøren blev han valgt. For at forberede sig til rollen flyttede Gosling til New York en måned før optagelserne begyndte, hvor han boede i en mindre lejlighed i Brooklyn og brugte sin tid på at følge en lærer i 8. klasse. Kenneth Turan fra Los Angeles Times beskrev hans præstation som "en fortryllende optræden... der viser den type dyb forståelse for karakteren, som kun få skuespillere formår." Ruthe Stein fra San Francisco Chronicle sammenlignede med Marlon Brando og forklarede det med at "ingen, som interesserer sig for godt skuespil bør gå glip af hans optræden." Roger Ebert mente, at Goslings optræden "beviser at han er en af de fineste skuespillere i moderne film i øjeblikket." Som en yderligere anerkendelse modtog Gosling også en Academy Award-nominering for sin optræden. Filmen indtjente omkring 22,5 mio. kr. verden over.
Gosling spillede en indadvendt person, som bliver forelsket i en sexdukke i den småkomiske film fra 2007, Lars and the Real Girl. Han skulle angiveligt have fået inspiration fra James Stewarts optræden i Harvey. Roger Ebert følte at "en film om en kærlighedsdukke i menneskestørrelse" var blevet til en "livsbekræftende beretning om håb", grundet "Ryan Goslings optræden som siger ting, der ikke kan siges." Ann Hornaday fra The Washington Post beskrev hans optræden som et "lille mirakel... fordi han vokser og udvikler sig så ubemærket for øjnene af os." Manohla Dargis fra The New York Times følte dog at "hans optræden var en sjælden fejl i en ellers så fantastisk karriere." Gosling modtog en Golden Globe Award for bedste mandlige skuespiller - musical eller komedie. Filmen var en kommerciel fiasko, da den ikke formåede at indtjene nok til at dække produktionsbudgettet på 67 mio. kr.
I 2007 spillede Gosling også overfor Anthony Hopkins i rets-thrilleren Fracture, en rolle, som han først havde afslået, men så accepterede, da Hopkins kom ind i projektet. Han tilbragte inden optagelserne og som en forberedelse til rollen meget tid på at følge advokater og observere retssager.
Gosling skulle været med i The Lovely Bones i 2007, men forlod projektet kun to dage før optagestart grundet "kreativ uenighed" og blev erstattet af Mark Wahlberg.

### Udbredt anerkendelse (2010–2011)
Efter tre års pause fra det store lærred, medvirkede Gosling i hele fem film i 2010 og 2011. "Jeg har aldrig haft mere energi” udtalte Gosling.
I 2010 spillede han over for Michelle Williams i Derek Cianfrances instruktørdebut, Blue Valentine. Det var en lavbudget film, der hovedsageligt var baseret på improvisation, og Gosling har udtalt at "du var nødt til at huske dig selv på at du var ved at lave en film." Han blev nomineret til en Golden Globe i kategorien "bedste skuespiller - drama. Filmen blev en kommerciel succes og indtjente over $12 mio. med et produktionsbudget på kun $1 mio.
Goslings anden film i 2010 var All Good Things, en kriminalfilm, der er baseret på en sand historie. Han spillede New York-ejendoms-arvingen Robert Durst, som blev mistænkt for at stå sin kones forsvinden (spillet af Kirsten Dunst). Gosling har udtalt at han synes filmprocessen var en "mørk oplevelse". Til spørgsmålet om han var stolt af filmen, svarede han "Jeg er stolt over, hvad Kirsten gør i filmen."
Også i 2010 instruerede og producerede Gosling ReGeneration, en dokumentar, der undersøger den kyniske tilgang, der præger unges holdninger til sociale og politiske projekter.
I 2011 spillede Gosling med i tre højt profilerede film. Han indspillede sin første komediefilm, Crazy, Stupid, Love over for Steve Carell og Emma Stone. For at forberede sig til rollen som en charmende ladies' man tog Gosling lektioner i at lave cocktails på en bar i Los Angeles. Ann Hornaday fra The Washington Post sagde at hans "forførende og fremtrædende tilstedeværelse tyder på at vi måske har fundet den næste George Clooney". Peter Travers beskrev ham som "et komisk knockout", mens Claudia Puig fra USA Today følte at han afslører et "overraskende" "talent inden for comedy." Gosling modtog desuden endnu en Golden Globe-nominering
Goslings første rolle i en actionfilm var i Drive, baseret på romanen af James Sallis og instrueret af den danske Nicolas Winding Refn. Gosling spiller i filmen en stuntmand fra Hollywood, der udfører sort arbejde som fører af en flugtbil ved forbrydelser, og han har beskrevet filmen som en "voldelig John Hughes-film". Roger Ebert sammenlignede Gosling med Steve McQueen [...] han har vist at han har talent for at finde fængslende og kraftfulde karakterer, samtidig med at han kan gøre næsten alt med dem."
I 2015 opnåede han stor succes med et drama om finansverdenen The Big Short og i 2016 nåede han helt til tops i anmeldersuccesen La La Land, en musical, hvor han igen spiller over for Emma Stone. Han vandt en Golden Globe for rollen som Sebastian og blev nomineret til en Oscar.

## Privatliv
Ryan Gosling og partneren Eva Mendes har to døtre.

## Filmografi
| År          | Titel                       | Rolle                | Bemærkninger                          |
| ----------- | --------------------------- | -------------------- | ------------------------------------- |
| 1993 - 1995 | The Mickey Mouse Club       | Ham selv             | TV-serie                              |
| 1995        | Goosebumps                  | Greg Banks           | TV-serie                              |
| 1995        | Are You Afraid of the Dark? | Jamie                | TV-serie                              |
| 1996        | Ready or Not                | Matt Kalinsky        | TV-serie                              |
| 1996        | Flash Forward               | Scott Stuckey        | TV-serie                              |
| 1996        | Frankenstein and me         | Kenny                |                                       |
| 1997        | Breaker High                | Sean Hanlon          | TV-serie                              |
| 1998        | Young Hercules              | Hercules             |                                       |
| 2000        | Remember the Titans         | Alan Bosley          |                                       |
| 2001        | The Believer                | Danny Balint         |                                       |
| 2002        | Murder by Numbers           | Richard Haywood      |                                       |
| 2002        | The Slaughter Rule          | Roy Chutney          |                                       |
| 2003        | The United States of Leland | Leland P. Fitzgerald |                                       |
| 2004        | The Notebook                | Noah Calhoun         |                                       |
| 2005        | Stay                        | Henry Letham         |                                       |
| 2006        | Half Nelson                 | Dan Dunne            | Academy Award-nominering              |
| 2007        | Fracture                    | Willy Beachum        |                                       |
| 2007        | Lars and the Real Girl      | Lars Lindstrom       | Golden Globe-nominering               |
| 2009        | All Good Things             | TBA                  | pre-production                        |
| 2009        | Blue Valentine              | TBA                  | pre-production                        |
| 2011        | Drive                       | Driver               |                                       |
| 2011        | Crazy, Stupid, Love         | Jacob Palmer         |                                       |
| 2012        | The place beyond the pines  | Luke                 |                                       |
| 2013        | Only God Forgives           | Julian               |                                       |
| 2013        | Gangster Squad              | Sgt. Jerry Wooters   |                                       |
| 2016        | La La Land                  | Sebastian            | Vinder Golden Globe, Oscar nominering |
| 2016        | The Nice Guys               | P.I. Holland March   |                                       |
| 2017        | Blade Runner 2049           | Officer K            |                                       |
| 2018        | First Man                   | Neil Armstrong       |                                       |
| 2022        | The Gray Man                | Six                  |                                       |
| 2023        | Barbie                      | Ken                  |                                       |

## Awards og nomineringer
Academy Awards
- 2007: Nomineret til "Best Actor in a Leading Role" for Half Nelson[69]

Broadcast Film Critics Association Awards
- 2007: Nomineret til "Best Actor" for Half Nelson
- 2008: Nomineret til "Best Actor" for Lars and the Real Girl

Chicago Film Critics Association Awards
- 2003: Nomineret til "Most Promising Performer" for The Believer/Murder by Numbers
- 2006: Nomineret til "Best Actor" for Half Nelson
- 2007: Nomineret til "Best Actor" for Lars and the Real Girl

Chlotrudis Society for Independent Film
- 2007: Nomineret til "Best Actor" for Half Nelson

Golden Globe Awards
- 2008: Nomineret til "Best Actor – Motion Picture Musical or Comedy" for Lars and the Real Girl

Independent Spirit Awards
- 2002: Nomineret til "Best Male Lead" for The Believer
- 2007: Vandt "Best Male Lead" for Half Nelson

National Board of Review Awards
- 2006: Vandt "Best Breakthrough Performance – Male" for Half Nelson

Online Film Critics Society Awards
- 2007: Nomineret til "Best Actor" for Half Nelson

Satellite Awards
- 2006: Nomineret til "Best Actor in a Motion Picture – Drama" for Half Nelson
- 2007: Vandt "Best Actor in a Motion Picture – Comedy or Musical" for Lars and the Real Girl

Screen Actors Guild Awards
- 2007: Nomineret til "Outstanding Male Actor" for Half Nelson
- 2008: Nomineret til "Outstanding Male Actor" for Lars and the Real Girl